# Arida, Wakayama
Arida (japanska: 有田市?, Arida-shi) är en stad i Wakayama i Japan. Staden fick stadsrättigheter 1956.

## Galleri

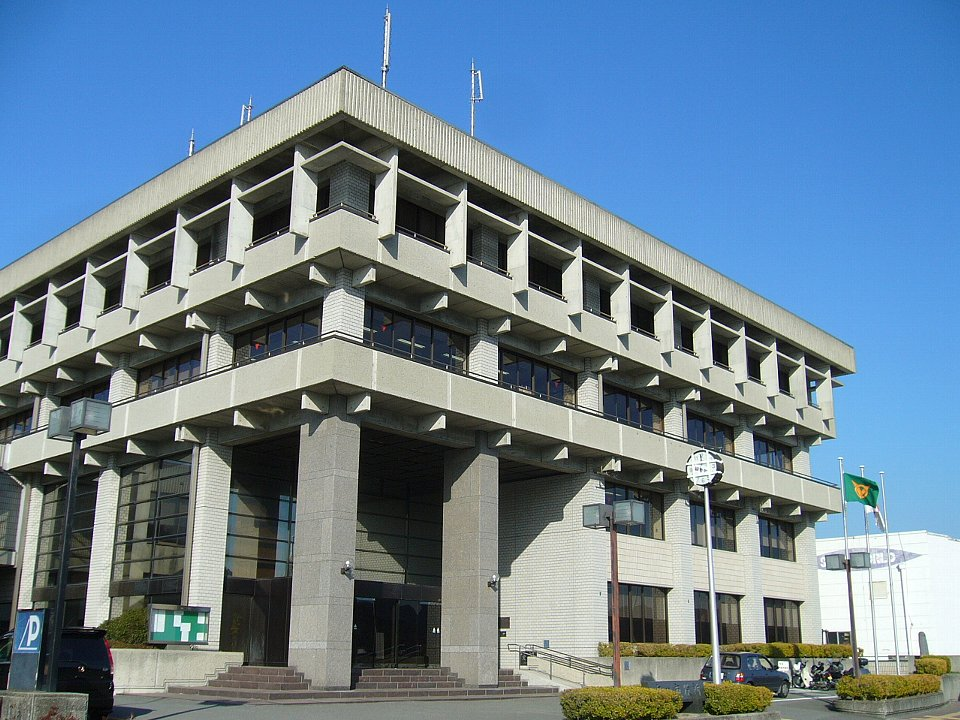
Arida stadshus
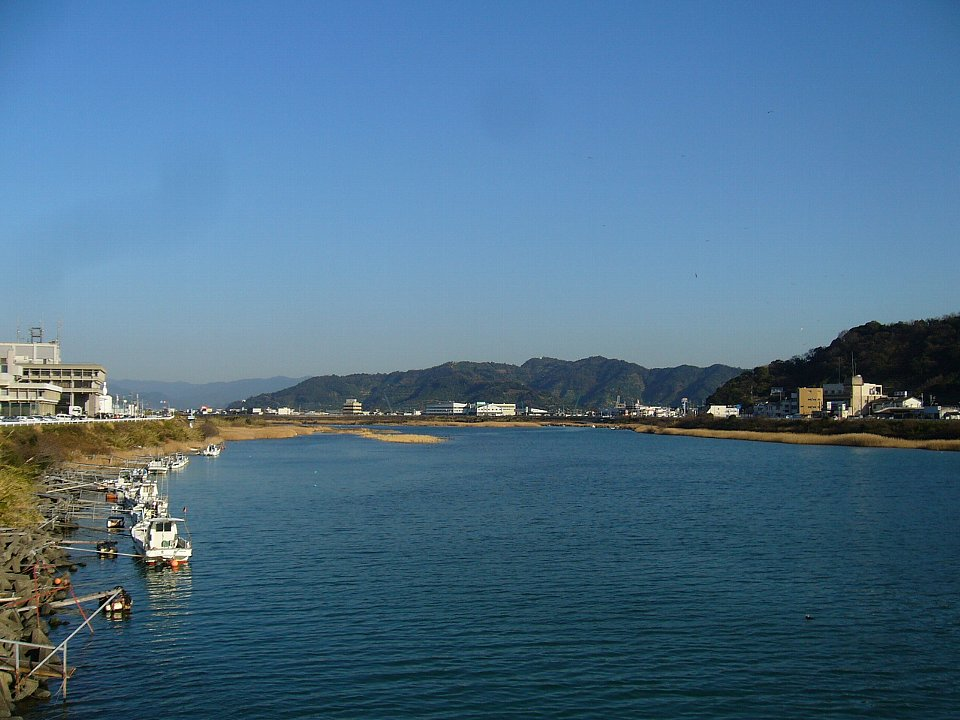
Minoshima-floden
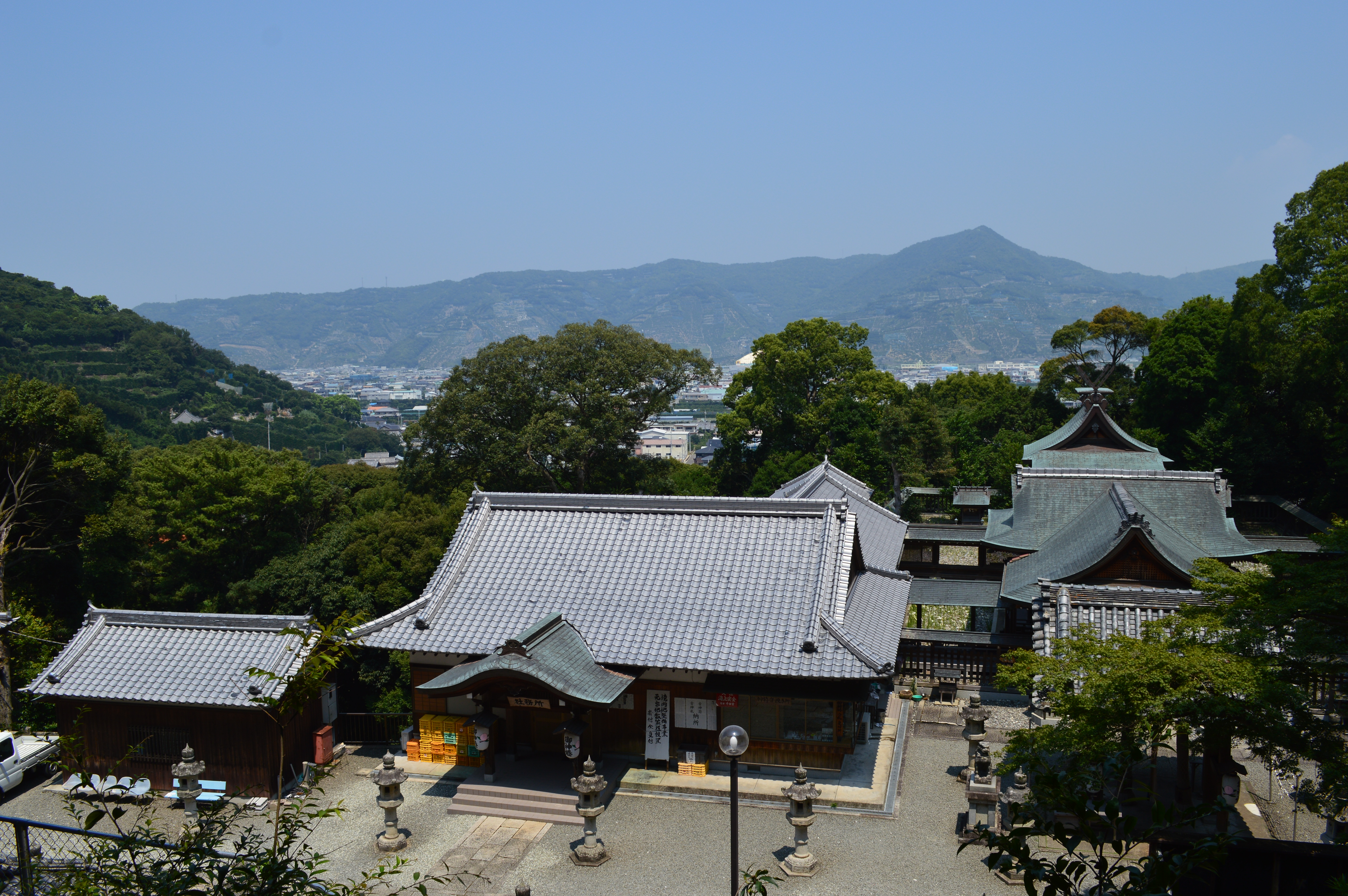
Helgedomen Susa-jinja